# ゼネラル・エレクトリック
ゼネラル・エレクトリック（英語: General Electric Company、略称: GE）は、チャールズ・A・コフィンとトーマス・エジソンが設立したアメリカ合衆国ニューヨークを主な拠点とした航空エンジンメーカーである。
長らく世界屈指のコングロマリットとして航空宇宙、電気、医療、金融など様々な事業を行っていたが、2017年8月1日にCEOに就任したジョン・フラナリーは11月13日、事業の絞り込みを行うことを表明。2021年11月、2018年就任したラリー・カルプは航空、ヘルスケア、エネルギーの3部門を分社化して上場する計画を発表。2024年に分社化が完了し、現在は航空宇宙事業のみを主な事業としている。
ダウ平均株価の構成銘柄のうち、1896年5月26日の算出開始時の銘柄中唯一残存していたが、2018年6月26日に業績不振による時価総額の減少のため除外された。入れ替わったのはウォルグリーン・ブーツ・アライアンスである。

## 沿革
- 1878年 - トーマス・エジソンがアメリカで新しい実験室を開く。
- 1878年 - トーマス・エジソンがエジソン電気照明会社を設立。
- 1889年 - 電流戦争勃発。J. P. Morganが経営に参加、エジソン・ゼネラル・エレクトリック・カンパニーを設立、エジソンは研究取締役に。エジソンはエジソン研究所社長となった。
- 1892年 - ドレクセル・モルガン＆カンパニーの資本でトムソン・ヒューストン・エレクトリックと合併し、エジソンの名前を外した「ゼネラル・エレクトリック」が誕生[8]。トムソン・ヒューストン社社長のチャールズ・A・コフィンが初代社長に就任。
- 1896年 - GE、ダウジョーンズ工業平均にコンポーネント。
- 1903年 - 日本に販売事務所を設置[9]。
- 1905年 - 東京電気（現・東芝）株式の51％を保有し、特許も東京電気へライセンス[9]。役員も派遣。持株会社としてエバスコ設立[注釈 1]。
- 1909年 - 芝浦製作所（現・東芝）株式の24.8％を保有し、特許も芝浦製作所へライセンス[9]。役員も派遣。
- 1914年 - マツダのライセンスを受ける。
- 1918年 - アメリカ海軍向けに無線用の200キロワット交流発電機を開発。
- 1919年 - 東京電気と芝浦製作所へGE発明の日本での特許出願権を譲渡[9]。後に関東大震災を経て2社名義でのGE出願数が倍化。
  - 10月 - ゼネラル・エレクトリック、AT&T、ウェスティングハウスの3社がオーウェン・D・ヤングの提案により、共同出資でグリエルモ・マルコーニのアメリカ支社を買収、ラジオ・コーポレーション・オブ・アメリカ（RCA）を設立[10][11]。
- 1924年 - ポイボス・カルテルを結成。
- 1927年 - テレビ放送の実演を実施。
- 1928年 - テレビ放送を開始。
- 1929年 - オーウェン・D・ヤングがAEGの監査役に就任。
- 1930年 - 芝浦製作所がGEタービン関連発明を日本で出願するようになる[9]。以降、GEの主導により東京電気・芝浦製作所2社間の特許割当・移管が進む。
- 1939年 - 東京電気無線（1945年に東京芝浦電気株式会社となる。以下、東芝）誕生。
- 1941年12月22日 - 太平洋戦争下に敵産管理法が施行され、GEが日本に保有する資産は横浜正金銀行の管理下となった。GEの日本特許は東芝の名義で出願登録されていたので、工業所有権戦時法による取消を免れた。1939年から1941年までの3ヵ年で、GEは東芝に501件もの外国人発明を出願させていた[9]。
- 1944年 - 東芝のGE技術（特に真空管製造技術）を日本軍が他社へ公開するよう圧力をかける。技術は東芝のバックアップにより、日本電気・日本無線・川西機械製作所などが受け継いだ[9]。
- 1951年 - サンフランシスコ平和条約。GE、日本での事業を再開。
- 1953年 - インベスター・リレーションズ担当部署を設置。
- 1955年 - 
  - 人工ダイヤモンドの合成に成功。
  - 非営利法人Nuclear Power Group Inc. を編成。参加企業は次の8社。Commonwealth Edison、American Electric Power Service Corporation、Central Illinois Light Company、Illinois Power Company、Kansas City Power & Light Company、Pacific Gas & Electric Company、Union Electric Company、ベクテル（Bechtel）。
- 1956年 - 資本金1000万ドル超え。
- 1959年 - GE-200シリーズ発売で、メインフレーム事業に参入。1960年代を通して、アメリカの8大コンピュータ企業の一つであった。
- 1961年 - 戦前から電気機器市場カルテルを結んでいたことにより、43万7500ドルの罰金刑を受ける（反トラスト法#裁判例）。
- 1963年 - 大型メインフレームGE-600シリーズをリリース。
- 1964年 - 日本の東芝とのコンピュータ技術提携契約。2月15日、フランス企業Groupe Bull の株式51％を取得。
- 1970年 - メインフレーム事業から撤退。ハネウェルに商用コンピュータ部門を売却。
- 1971年 - 日本の三井化学と長瀬産業の3社合弁で日本ジーイープラスチックスを設立。
- 1981年 - ジャック・ウェルチが最高経営責任者（CEO）に就任。ところで現在のGEはどのビジネスもその産業分野でのシェアが1位か2位であることをビジネス存続の条件としている[注釈 2]。この方針はジャックの就任以降に打ち出された。彼は一連のGE改革の成果から“20世紀最高の経営者”と呼ばれた。
- 1983年～1984年 - ピーター・キャリントン男爵が会長を務めた。
- 1986年 - CEDビデオディスク事業の失敗により経営危機に陥っていたRCAを64億ドルで買収。当時最大規模のM&Aとなる。これに伴いRCAが保有する三大ネットワークの一角であるNBCやその本社ビルのGEビルディングも傘下に収める。但し、RCAレコードについてはRCAが西ドイツのベルテルスマンへ分割売却した。別件でKidder, Peabody & Co.も買収。
- 1987年 - 仏トムソンにRCAの電化製品部門を売却。
- 1994年 - 米国GEキャピタルの子会社として設立したゲートファイナンス株式会社が、日本の機械メーカーミネベアからミネベア信販を買収。NCカード仙台のクレジットカード事業も取得し、日本において信販事業に参入。
- 1995年 - ゲートファイナンスはゼネラル・エレクトリック・キャピタル・コンシューマー・ファイナンス（GECF）株式会社へ社名変更
- 1996年 - 新京都信販を買収
- 1998年 - 日本における保険・金融事業を拡大
  - 経営危機に陥っていた日本の東邦生命保険と米国GEキャピタルが提携し、共同出資によるGEエジソン生命保険を設立。東邦生命は既存契約の維持のみ行い、保険の新規募集に伴う営業職員はエジソン生命へ移管。エジソン生命の保険契約を東邦生命へ再保険させる事（一定の収益移転）で経営再建を目指す。
  - 幸福銀行子会社のコーエーローンをGEキャピタル子会社のゼネラル・エレクトリック・コンシューマーローンが買収。日本での消費者金融事業に進出。
  - 経営危機に陥った同族経営による消費者金融大手のレイクが新旧分離し、ゼネラル・エレクトリック・コンシューマーローンが事業会社を買収し吸収合併[注釈 3]。
  - 日本リースを買収、GEキャピタルリーシングを設立。
- 1999年 - 東邦生命保険が経営破綻。再建スポンサーに名乗りを上げ、東邦生命の生命保険契約はGEエジソン生命が承継。仏トムソンにRCAブランドを売却。
- 2000年 - 日本GE・エンジンサービス設立。また、旧・新京都信販の資産を活用する形でクレジットカード「GEカード（ICBAのライセンスによるVISAブランド付帯）」の新規募集を開始。
- 2001年 - ジャック・ウェルチが引退、後任としてジェフリー・イメルトが最高経営責任者（CEO）に就任。以降、GEは「世界最高のインフラストラクチャー企業」を目指し、工業部門の拡充および金融部門の縮小、非中核部門の分離・売却を進めている。たとえば大きな利益を上げていた保険事業をスイス・リーへ、メディア＆エンターテイメント事業のNBCユニバーサルをコムキャストへ売却した。
- 2002年 - GEキャピタルが設立した有限会社オー・シーが、GECC株式会社を合併し、GEコンシューマー・クレジット（GECC）有限会社とする。また、GEウインド・エナジーを設立。
- 2003年 - GECF株式会社がGECC有限会社を吸収合併する。
- 2004年 - プロミス子会社の信販・クレジットカード会社ジーシー（旧：日本総合信販）を、GECFを通じて買収。ジーシーのGCカードと従来からのGEカード部門が併存。また、GEキャピタルがGEエジソン生命保険の株式をAIGに売却し、日本での保険事業から撤退。AIGエジソン生命保険となる。
- 2005年 - 経営は当時いたって好調であった。
  - 日本のGECFが「GE Money」ブランドで、住宅ローン・カードローン・クレジットカード等の消費者金融事業を開始。
  - 2008年開催の北京オリンピックの公式スポンサーとなる。
  - 連邦倒産法第11章を適用し経営再建したデルタ航空の再建スポンサーとなる。
  - 新たに開発したエボリューション・シリーズと名づけられた最先端のディーゼル機関車を中国から大量受注する。
- 2006年 - GEの保険事業をスイス・リーへ譲渡。日立製作所とGE双方の原子力部門を統合し、日立GEニュークリア・エナジーを設立。
- 2007年
  - 1月 - プラスチックス部門を入札方式で売却すると発表
  - 5月 - プラスチックス部門の売却先を入札によりサウジアラビアSABIC（Saudi Basic Industries Corporation）に決定。TOBにより事業者金融主体の三洋電機クレジットを買収（後にGE三洋クレジットへ改称）。
  - 8月 - プラスチックス部門をSABICに116億ドルで売却。またこれに従い日本ジーイープラスチックスを発展的解消することを合意。
- 2008年 - 北京オリンピックでは公式スポンサーを務めた。世界金融危機の影響で、金融事業を中心に大きな打撃を受けた[12]。創業以来の基幹事業であり、前年度決算で初めて減益を記録した家電部門の売却を検討。
  - 9月 - GEコンシューマー・ファイナンスと同社の全事業（レイク・GEカード・GE Moneyなど）を新生銀行へ売却（現：新生フィナンシャルおよび新生カード）。
- 2009年 - GEフィナンシャルサービス（旧：GEキャピタルリーシング）がGEフリートサービス・GE三洋クレジットと合併。
  - 3月 - 米スタンダード&プアーズ（S&P）による債務格付けが、長年保持してきた最高格付けである「トリプルA」から「AAプラス」に一段階引き下げられた[13]。
  - 8月 - GE横河メディカルシステムがGEヘルスケアバイオサイエンスと合併し、GEヘルスケア・ジャパンに改称。
  - 12月 - 10月から12月期までの決算が8四半期連続連続減益となる[14]。NBCユニバーサルの経営から撤退（2013年3月に完全売却）。
- 2010年
  - 1月 - 日本GEとGEフィナンシャルサービスが合併。
  - 10月 - 日本ドレッサー（旧：ニイガタメーソンネーラン）を買収。
  - 12月 - ハドソン川汚染により罰金支払。
- 2013年1月24日 - GEと東芝が、火力発電設備事業での提携を、正式に発表。合弁会社を設立し、効率よく発電できる最新鋭の火力発電設備を共同で開発・販売する[15]。
- 2014年 - 家電部門をエレクトロラックスへ売却で合意。
- 2015年 - GEキャピタルの売却に着手。JPモルガン・チェースが売却プロセスを監督。また、アルストムの電力事業を買収。
  - 12月 - アメリカ合衆国司法省の提訴でエレクトロラックスへの売却を撤回[16]。
- 2016年
  - 6月6日 - 1月の合意に従い[17][18]、家電部門とブランドを中国ハイアールに売却[19]。本社機構をコネチカット州フェアフィールドからマサチューセッツ州ボストンへ2016～2018年に移動することを発表[20]。
  - 10月 - GEオイル＆ガスとBaker Hughesが合併交渉中であることを発表[21]。
  - 12月11日 - GEグループとドイツのソフトウェア大手SAP社はIoT（Internet of Things）分野で協業を発表。GEは2016年現在、IoT分野における主導権獲得と規格の国際標準化に注力している[22][23]。
- 2017年
  - 4月、GEは新本社の名称を"GE Innovation Point"とすることを発表。2017年5月8日に起工式が行われ、2019年半ばに竣工予定[24]。
  - 7月3日 - GEオイル＆ガスとBaker Hughesの経営統合が完了[25]。
  - 8月 - ジョン・フラナリーがCEOに就任。
  - 9月 - GEはインダストリアル・ソリューションビジネスをABBへ売却することを発表[26]。
  - 10月 - GEオイル＆ガスは水処理ビジネス（Water & Process Technology部門）をスエズへ$34億で売却[27]。
- 2018年
  - 5月 - GEトランスポーテーションをワブテックに売却すると発表[28]。
  - 6月26日 - 110年以上続いたダウ平均株価の銘柄から外れた[3]。
  - 6月30日 - インダストリアル・ソリューションビジネスをABBへ売却完了[29]
  - 10月1日 - ジョン・フラナリー会長兼CEOが退任し、米産業機器大手ダナハー元CEOのローレンス・カルプ氏（55）が就任する人事を発表した[30]。
- 2019年
  - 2月1日 - インダストリアル・オートメーション事業をエマソン・エレクトリックへ売却[31]
  - 2月25日 - GEトランスポーテーションをワブテックに売却完了[32]。
  - 2月25日 - バイオ医薬の検査機器などの事業を、産業機械大手の米ダナハーに214億ドル（約2兆3600億円）で売却すると発表[33]。
- 2023年
  - 1月4日 - ヘルスケア事業をGE Healthcareとして分社化[34]。
- 2024年
  - 4月2日 - エネルギー事業などをGE Vernovaとして2024年4月2日分社化[35]。

## 事業部門・関連会社
分社化された事業部門

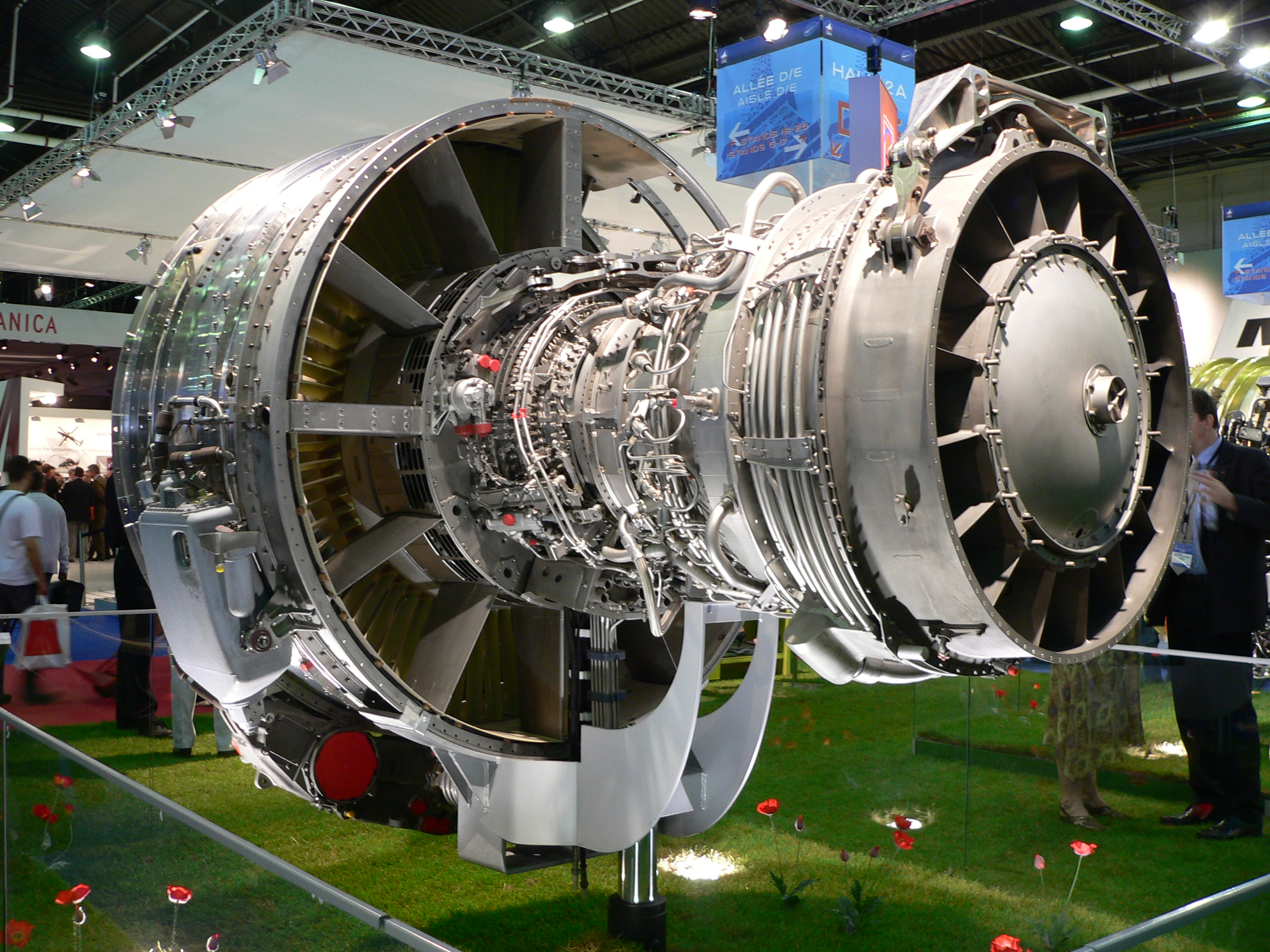
CFM56-5

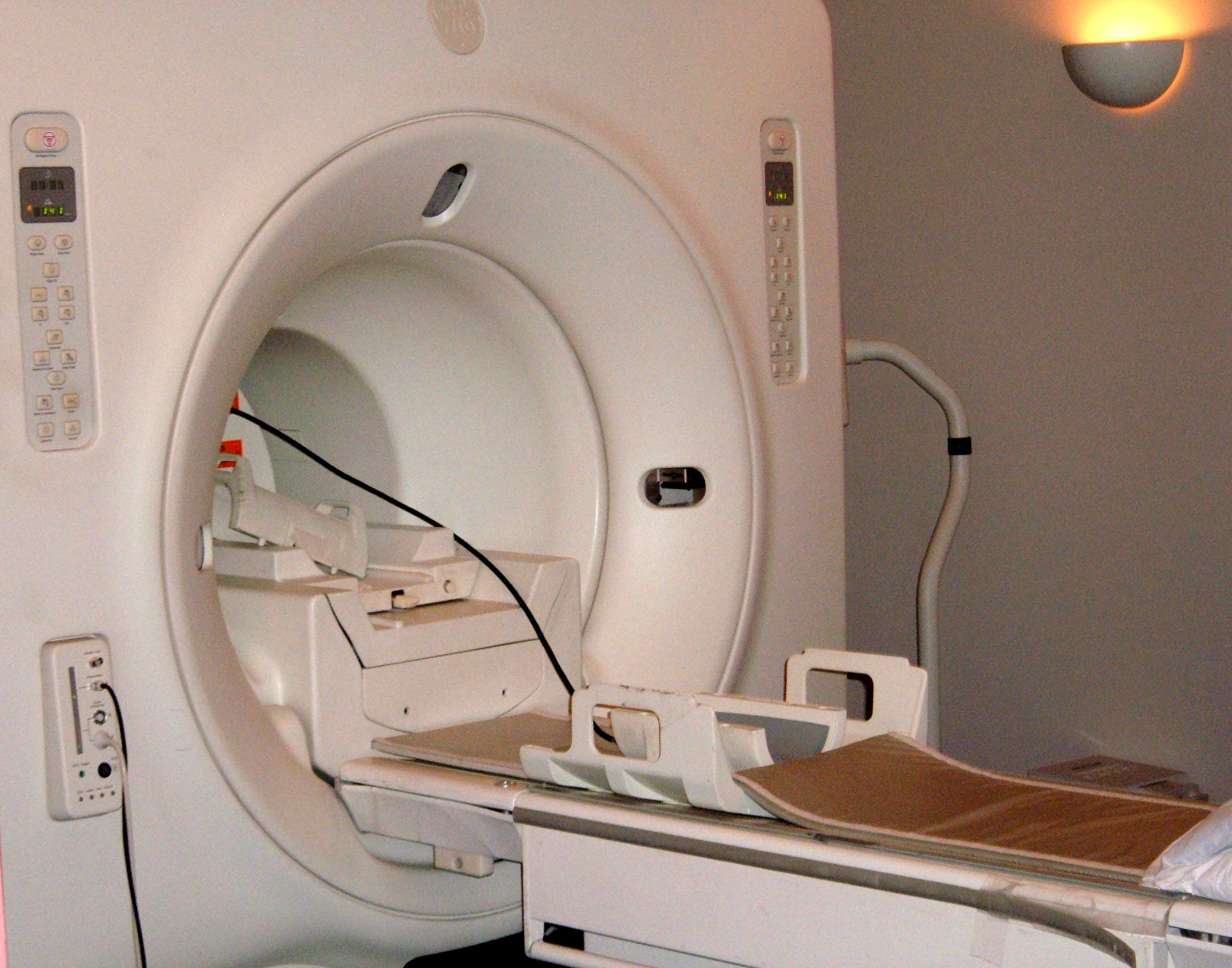
ゼネラル・エレクトリック Signa MRI

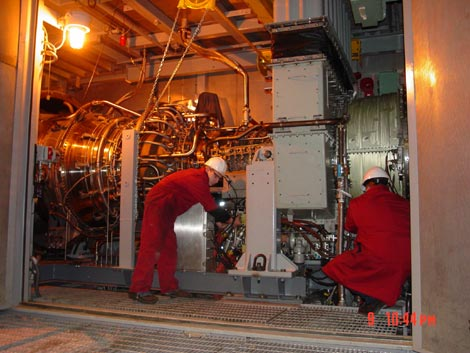
発電用ガスタービンエンジンLM6000

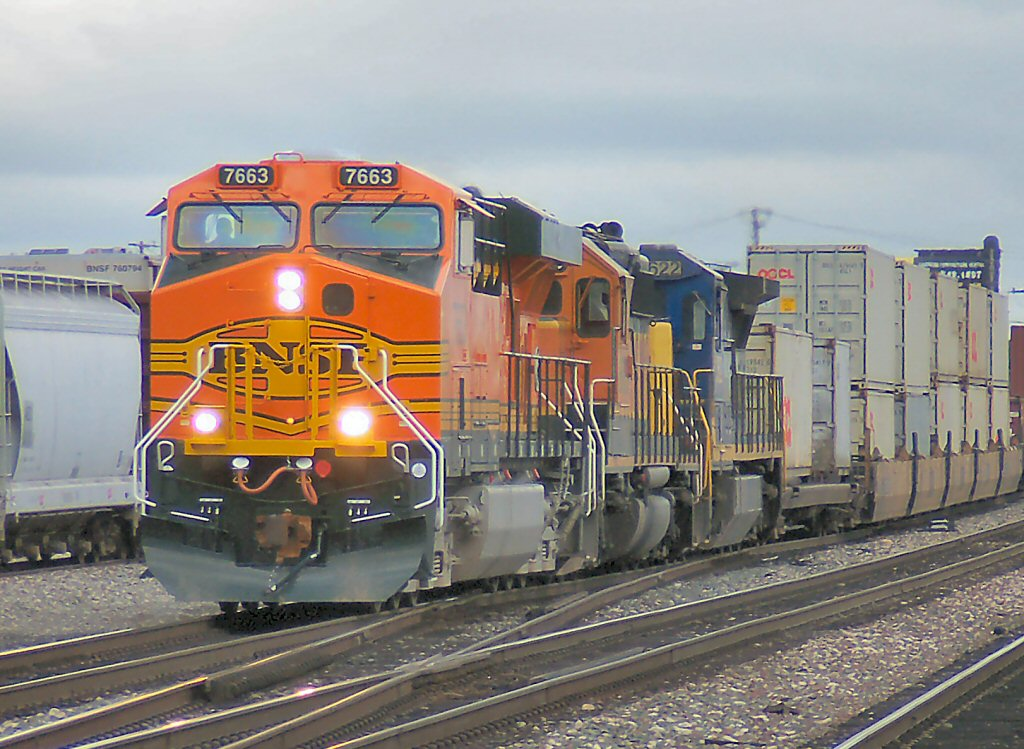
エボリューション・シリーズES44DC

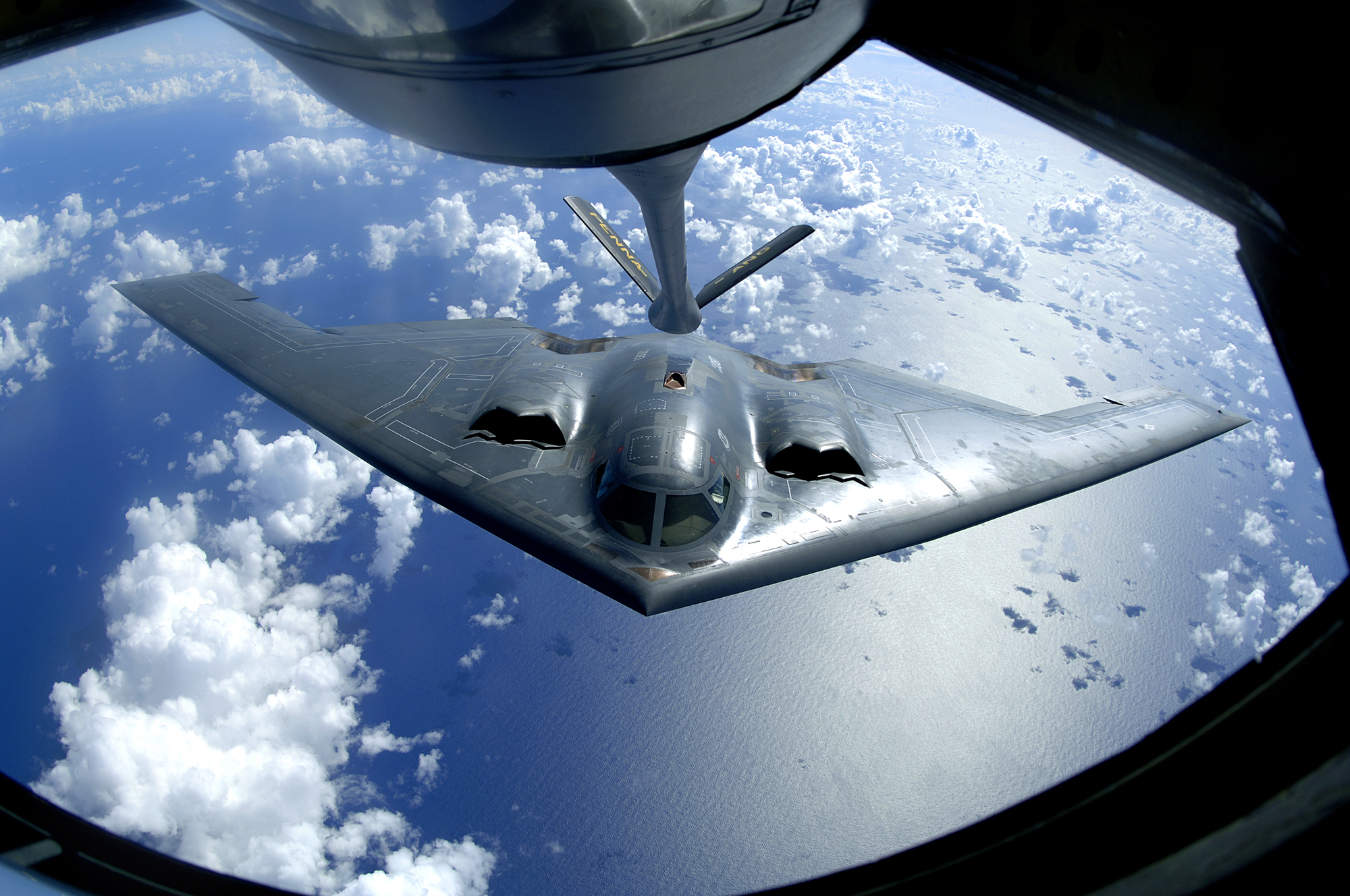
GE製エンジンF118-GE-100を搭載したB-2

- GEエアロスペース（2005年まではGeneral Electric Aircraft Engines（GEAE）、2022年まではGEアビエーションという名称だった。航空機向けエンジンの製造ビジネス）
  - Colibrium Additive（旧GE Additive[36]）
- GEヘルスケア（医療用機器の製造ビジネス。2023年1月4日にGEよりスピンオフ）
- GEベルノバ（発電設備事業が2024年4月2日に分社化）
  - GEパワー（原子力発電、石炭発電、タービン、ボイラーなどの関連ビジネス）
  - GEデジタル（産業用ソフトウェア）
  - GEリニューアブル・エナジー（風力発電、太陽光発電、水力発電などの関連ビジネス）
  - GEエナジー・ファンナンシャル・サービス（エネルギー・インフラ関連プロジェクトへのファイナンシング）

過去の事業部門
- 旧GEエアロスペース（航空宇宙部門）

1993年にマーティン・マリエッタに売却された
- GEインフラストラクチャ

2008年、GEテクノロジー・インフラストラクチャとGEエナジー・インフラストラクチャ（GEエナジー）に分割
- GEテクノロジー・インフラストラクチャ

2012年、GEアビエーション、GEヘルスケア、GEトランスポーテーション・システムに分割
- GEエナジー

2012年、GEエナジー・マネジメント、GEオイル&ガス、GEパワー&ウォーターに分割
- GEパワー&ウォーター

2017年に水処理事業をスエズへ売却し、GEパワーとなる
- GEコンシューマー・プロダクツ（1905年 - ）
- GEインダストリアル・システムズ（1930年 - ）

上記2部門は2004年にGEコンシューマー&インダストリアルに合併、2007年にGEホーム&ビジネス・ソリューションズへ改称
- GEエンタープライズ・ソリューションズ（2007年 - 2014年）
  - GEファナック・インテリジェント・プラットフォームス

2009年、ファナックとの提携を解消しGEインテリジェント・プラットフォームスに。
2013年よりGEエナジー・マネジメント部門下
  - GEセンシング

2013年よりGEエナジー・マネジメント部門下
  - GEセキュリティ

2010年にユナイテッド・テクノロジーズへ売却
  - GEデジタルエネルギー

2013年よりGEエナジー・マネジメント部門下
- GEホーム&ビジネス・ソリューションズ（2012年よりGEアプライアンスイズ&ライティングス）
2007-2014年
  - GEアプライアンス

2016年にハイアールに売却されたが、GEアプライアンス名義のブランドとして販売されている
  - GEライティング（照明部門）

2014年にGrowth and Innovation部門下へ移動。2020年5月27日にサバント・システムズへの売却を発表[37][38]。GEブランドの継続使用のためのライセンス契約が締結される。
- GEトランスポーテーション（鉄道事業。2019年2月に同業コメワブテックに売却）[39]
- GEエナジー・マネジメント事業部門（電力変換、電力制御、電力機器、スマートグリッド。2016年にGE Energy Connectionsと改称。2017年にGE Powerへ再統合。）
  - GEインテリジェント・プラットフォームス（2015年にGEオートメーション・コントロールスへ改称。2019年にエマソン・エレクトリックへ売却）
- GEオイル&ガス事業部門（石油およびガス関連ビジネス。2016年に米ベーカー・ヒューズと統合[40]、2020年に売却[41]）
- GEキャピタル事業部門（金融サービス、リース、不動産ビジネス。2013年から2022年にかけて各事業を売却、分社化、清算。）
  - GEキャピタル・リアル・エステート
  - GEキャピタル・アビエーション・サービス（航空機のリース）
  - GEコマーシャル・ファイナンス

### 日本での事業
- 日本GE（日本での本社機能・金融サービス・不動産関連事業）
- GEファナック・インテリジェント・プラットフォームス（制御ソフト関連事業。ファナックとの合弁）
- GEフィナンシャルサービス（金融サービス事業）

2010年1月 日本GEと合併
- GEコンシューマーファイナンス（「レイク」などの消費者金融事業。）

現在消費者金融は新生銀行本体が新生銀行カードローン レイクという商品ブランド名で継続している
- 日立GEニュークリア・エナジー（原子力関連事業。日立との合弁[注釈 4]）
- グローバル・ニュークリア・フュエル・ジャパン（原子力燃料事業。東芝・日立との合弁（※間接出資））
- GEヘルスケア・バイオサイエンス
- 日本メジフィジックス（医薬・化学関連事業。住友化学工業[注釈 5]との合弁）
- 日本GE・エンジンサービス（全日本空輸・石川島播磨重工業[注釈 6]と合弁会社）
- GE・ホンダ・エアロ・エンジン（エンジン関連事業。Honda（本田技研工業）との合弁）
- GEヘルスケア・ジャパン（医療機器事業。横河電機との合弁）
- GE富士電機メーター（メーター[注釈 7]事業。富士電機ホールディングス[注釈 8]との合弁）

2011年2月1日設立、2016年8月31日付で合弁解消（全株富士電機に売却）。
- ジェネラル・イメージング・ジャパン

GEブランドの光学機器部門の日本法人（アグファブランドも扱っている）
- GEエジソン生命（生命保険会社）

旧・東邦生命保険破綻に伴い、その受け皿として設立。後にAIGへ譲渡され「AIGエジソン生命保険」を経て、現在はジブラルタ生命保険に吸収・統合された